# Vipera bornmuelleri
Vipera bornmuelleri este o specie de șerpi din genul Vipera, familia Viperidae, descrisă de Werner 1898. A fost clasificată de IUCN ca specie în pericol. Conform Catalogue of Life specia Vipera bornmuelleri nu are subspecii cunoscute.

## Galerie

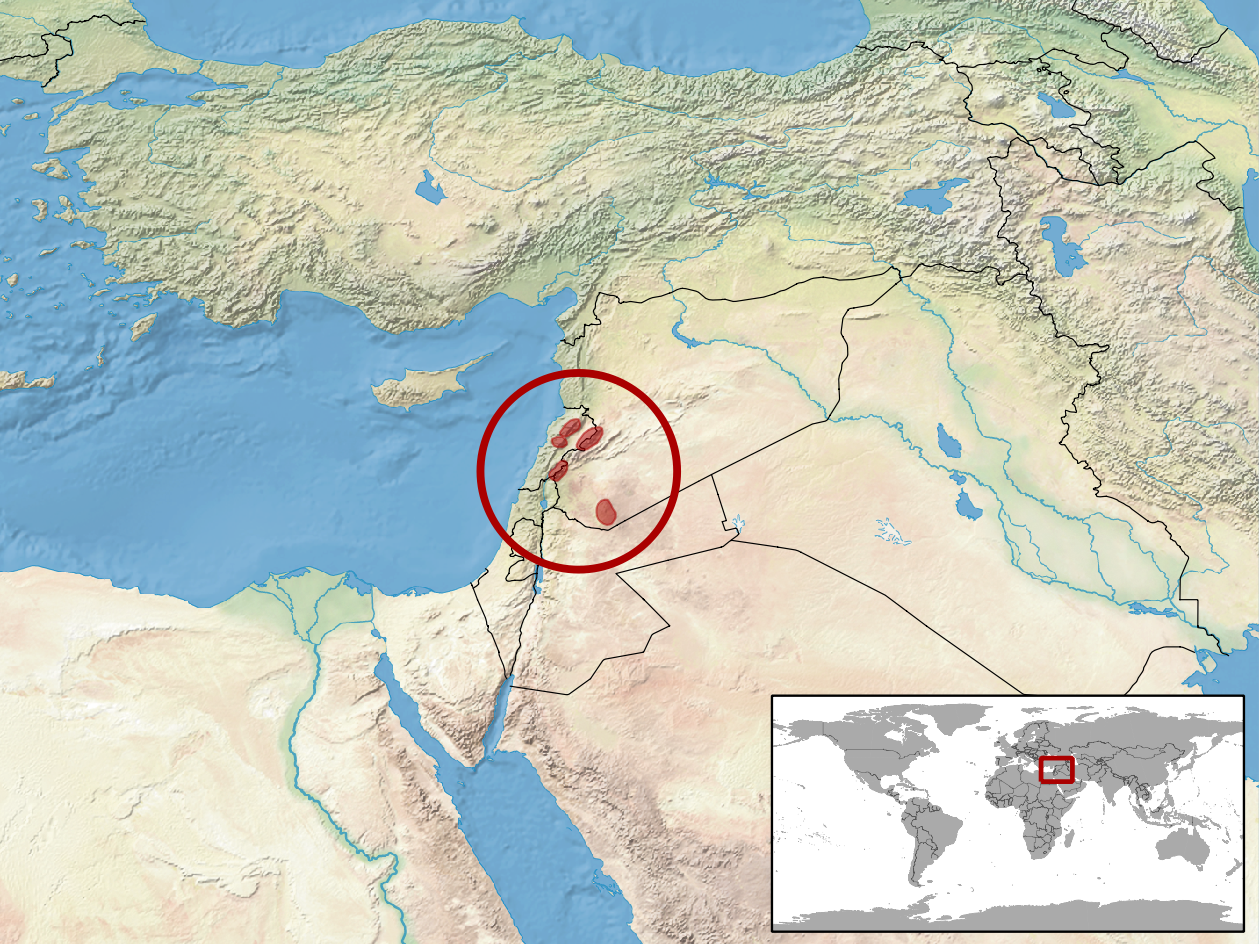